# Anticolinesteràsic

Acetilcolina

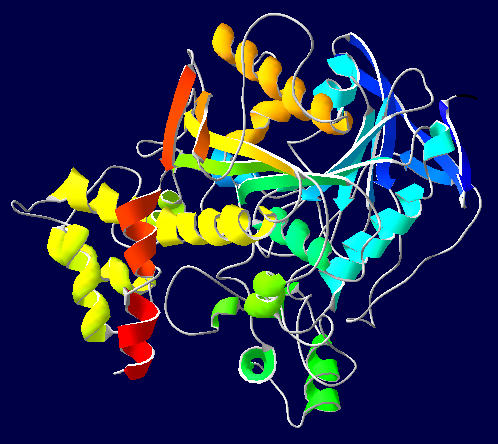
Acetilcolinesterasa

Un anticolinesteràsic és qualsevol substància, fàrmac o medicament que té capacitat per inhibir l'enzim acetilcolinesterasa mitjançant la disminució de la degradació enzimàtica de l'acetilcolina en les sinapsis colinèrgiques tant a nivell del sistema nerviós central com a nivell del sistema nerviós perifèric. La conseqüència és un augment de la persistència d'acetilcolina a les sinapsis perllongant la seva acció. Els anticolinesteràsics es poden classificar en:
- reversibles; són composts la funció dels quals és la d'actuar com a inhibidors competitius i no competitius reversibles dels llocs d'unió de la colinesterasa i són els que tenen els majors avantatges terapèutics. Entre ells s'inclouen la fisostigmina i la neostigmina, emprats en medicina per al tractament de la miastènia gravis, l'ili paralític i la malaltia d'Alzheimer.
- irreversibles: són composts que funcionen com a inhibidors quasi-irreversibles de la colinesterasa i inclouen els organofosforats emprats sobretot en l'agricultura com a insecticides, i alguns en oftalmologia en el tractament del glaucoma.

A causa de la seva funció fisiològica essencial, els anticolinesteràsics actuen com potents neurotoxines causant a baixes dosis excés de salivació i ulls plorosos, i a dosis més altes espasmes musculars i finalment la mort. S'han utilitzat com a armes biològiques sent-ne bons exemples el gas sarín i el gas VX. Molts verins de serp també contenen potents anticolinesteràsics. S'han emprat, també, com antídot en enverinaments de signe anticolinèrgic.